# Onitis adelphus
Onitis adelphus är en skalbaggsart som beskrevs av Hermann Julius Kolbe 1914. Onitis adelphus ingår i släktet Onitis och familjen bladhorningar. Inga underarter finns listade i Catalogue of Life.